# Bruno Monti
Bruno Monti (Albano Laziale, Laci, 12 de juny de 1930 - 16 d'agost de 2011) va ser un ciclista italià que fou professional entre 1953 i 1961. El 1952, com a ciclista amateur, va prendre part als Jocs Olímpics d'Estiu de Hèlsinki. En el seu palmarès destaquen tres victòries d'etapa al Giro d'Itàlia, la Roma-Nàpols-Roma de 1954 i 1955 i el Giro de l'Emília de 1956 i 1957.

## Palmarès
- 1952
  - 1r al Piccolo Giro de Llombardia
- 1953
  - Vencedor de 2 etapes del Giro d'Itàlia
  - Vencedor d'una etapa de la Volta a la Gran Bretanya
  - Vencedor d'una etapa de la Roma-Nàpols-Roma
- 1954
  - 1r a la Roma-Nàpols-Roma i vencedor d'una etapa
  - Vencedor d'una etapa de la Volta a Suïssa
- 1955
  - 1r a la Gran Premio Ciclomotoristico i vencedor de 2 etapes
  - Vencedor d'una etapa del Tour de Romandia
- 1956
  - 1r al Giro de l'Emília
  - Vencedor d'una etapa del Tour de Romandia
- 1957
  - 1r al Giro de l'Emília
  - Vencedor d'una etapa del Giro d'Itàlia
  - Vencedor d'una etapa del Tour de Romandia

### Resultats al Giro d'Itàlia
- 1953. 23è de la classificació general. Vencedor de 2 etapes
- 1954. 17è de la classificació general
- 1955. 12è de la classificació general
- 1956. 8è de la classificació general
- 1957. 39è de la classificació general. Vencedor d'una etapa
- 1958. Abandona (7a etapa)
- 1959. 49è de la classificació general

### Resultats al Tour de França
- 1955. 23è de la classificació general
- 1956. 23è de la classificació general